# Micoplasmosis felina

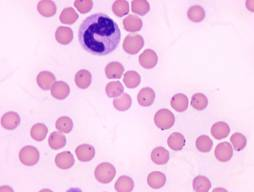
Imagen microscópica del micoplasma felis en los glóbulos rojos

La micoplasmosis felina o anemia infecciosa felina es una enfermedad causada por un hemopatógeno de nombre Mycoplasma felis, que cursa con adenomegalia, esplenomegalia, fiebre, letargo, pérdida del apetito, mucosas pálidas y/o ictéricas. Afecta a gatos de todo el mundo.

## Factores predisponentes de riesgo de infección con micoplasma:[2]
- Machos enteros con acceso al exterior.
- Gatos de refugios.
- Animales positivos a VIF o VILeF.
- Época del año (primavera-verano), vectores y estación reproductiva.
- Presencia de ectoparásitos (pulga Ctenocephalides felis).
- Transfusiones sanguíneas.
- Otras enfermedades concomitantes como PIF, inmunosupresión o neoplasias.

## Medios de transmisión
- Transmisión directa entre gatos: Por mordeduras, arañazos, hay circulación de sangre entre ellos.
- Transmisión por picadura de artrópodos: se comprobó la presencia de Mycoplasma haemofelis, Mycoplasma haemominutum y Mycoplasma turicensis en pulgas y heces de pulgas, recogidas de gatos infectados.
- Transmisión a través de transfusiones: está demostrada la transmisión de micoplasma a gatos sano tras la transfusión de sangre de gatos infectados, almacenada durante un tiempo variable en el conservante CPDA-1, utilizado en las bolsas de transfusión.
- Transmisión vertical: se postula pero aun no comprobada. Gatitos de madres infectadas nacerían infectados y el micoplasma estaría latente hasta q llegue el momento de reactivarse.

## Patogenia
- Periodo de incubación: 6-17 días post infección.
- En general el 10% de gatos clínicamente sanos de diferentes edades, suelen ser positivos a micoplasma.

La enfermedad puede dividirse en 3 fases:
- Aguda: se corresponde con el incremento máximo de microorganismos en sangre y la producción de signos clínicos, que dependerán del micoplasma implicado. Durante esta fase se producen fluctuación en el número de micoplasmas circulantes en sangre.
- De recuperación: se pueden detectar micoplasmas en sangre, pero, en el caso de que se haya producido una anemia, el hematocrito comienza a recuperarse.
- De portador: el hematocrito es normal y no hay signos clínicos, pero se detectan hemoplasmas en sangre.

## Signos clínicos
Los signos dependen de si la enfermedad es aguda o crónica, si hay una enfermedad de base o si el gato está bajo una situación de estrés.
- Cuando el patógeno lo tenemos en estado agudo o sea lo tenemos en sangre, vamos a tener fiebre, decaimiento, aumento de tamaño de los ganglios linfáticos de uno o varios, mucosas pálidas (anemia que puede estar acompañada por soplos), anorexia, taquicardia, pérdida de peso, taquipnea, letargia.
- Algunos gatos son asintomáticos y actúan como portadores, el hallazgo de micoplasma es accidental.
- También puede presentarse ictericia cuando hay una hemolisis agresiva intravascular por ruptura espontánea de la membrana del GR o por reacciones autoinmunes contra los propios GR. Y esto depende de la cantidad de micoplasma en sangre. Primero se presenta la hemolisis extravascular que lleva a anemia y luego una intravascular que genera la ictericia.
- Puede presentar hepato y esplenomegalia junto con adenomegalia generalizada.
- Algunos gatos pueden comer arena de su bandeja por la falta de hierro, o lamer pisos y paredes.

### ¿Qué mecanismo origina la anemia?
La adhesión de los micoplasmas a la superficie de los eritrocitos produce un daño directo sobre su membrana que les hace tener un menor tiempo de vida. Esta alteración en la membrana del eritrocito junto a la adhesión de los micoplasmas induce además la producción de anticuerpos frente a eritrocitos. La anemia hemolítica producida por micoplasma en felinos puede ser leve-moderada o severa, dependiendo de la carga bacteriana en el hospedador. La anemia es debida principalmente a la hemolisis extravascular, sin embargo, la hemolisis intravascular ha sido descripta en algunos gatos.

### ¿Qué tipo de anemia provoca?
Generalmente la infección por micoplasma produce una anemia hemolítica por hemolisis extravascular, aunque hay casos descriptos de hemolisis intravascular. La anemia no será regenerativa hasta que haya una respuesta adecuada de la médula ósea, lo que ocurre entre los 3 y 5 días siguientes. Siempre genera una anemia regenerativa (macrocítica e hipocrómica). Los primeros 3-5 días puede parecer arregenerativa, a no ser que haya una enfermedad de base como vif y vilef.

## Diagnóstico

### Pruebas de laboratorio convencionales:hemogramayserologíacompleto
- Disminución del hematocrito <20%.
- Disminución de la cantidad de hemoglobina.
- Hiperbilirrubinemia.
- Cambios celulares: policromasia, hipocromía, macrocitosis, anisocitosis y reticulocitosis.

### Frotis de sangreperiférica[3]
- Se realiza con sangre del borde de la oreja o corte de uñas, es decir, sangre capilar, porque los glóbulos rojos infectados por micoplasmas aumentan su tamaño y se acantonan en la microvasculatura.
- Se realiza con tinción 15 o GIEMSA (permite ve mejor las estructuras celulares).
- La sensibilidad del diagnóstico de micoplasma por frotis es del 30%. Requiere experiencia y frecuentemente se obtienen resultados falsos negativos y positivos.
- Falsos negativos puede ser porque el número de organismos fluctúa, por lo que hasta en el 50% de las ocasiones puede no detectarse, o por un desprendimiento de los parásitos de la superficie del glóbulo rojo debido a un contacto prolongado con los conservantes (EDTA), por ello, el frotis debe hacerse dentro de una hora tras la recolección de la muestra de sangre.
- Falsos positivos pueden ser por una identificación errónea al confundir los micoplasmas con precipitados de colorante o cuerpos de Howell-Jolly, o por artefactos de la tinción.
- Los micoplasmas en el frotis se visualizan en la superficie de los eritrocitos como un punteado azul, aparecen sueltos, en parejas o bien en cadenas.

### PCR
Es el método de elección para el diagnóstico de micoplasma. Se han desarrollado técnicas de rt-PCR capaces de cuantificar el número de organismos y se han combinado con otras, que han dotado a esta técnica de una gran sensibilidad y especificidad para la detección de coinfecciones por las diferentes especies de micoplasmas.
A diferencia de las otras especies, M. haemofelis produce enfermedad en gatos inmunocompetentes.

## Tratamiento

### Antibioticoterapia
Tetraciclinas o fluoroquinolonas
- Doxiciclina 10 mg/kg/día si el animal lo tolera o 5 mg/kg cada 12 horas para disminuir reacciones adversas. Se debe administrar siempre junto con agua o comida ya que puede originar esofagitis. No administrar con lácteos porque forman quelantes, siempre administrar con materia grasa.
- El tratamiento es hasta que el animal esté clínicamente estable o hasta que remitan los valores en sangre. Si el animal está estable no se trata, sino hasta que reaparezcan los signos clínicos.
- Si no responde al ATB buscar enfermedad de base.
- Durante el tratamiento, el número de micoplasma puede caer hasta ser indetectable en sangre por lo que no se recomienda realizar PCR durante el mismo.
- No existe una cura bacteriológica, sino que con los antibióticos se busca disminuir la carga y mejorar los signos clínicos. La administración de tetraciclinas y fluoroquinolonas mejora los signos clínicos y el hematocrito, pero ningún protocolo ha conseguido eliminar de forma eficaz al micoplasma.
- Se pueden colocar sondas nasoesofágica

### Transfusión sanguínea
- En el caso de una anemia severa aguda, generalmente la transfusión debe ser inmediata.
- Ante una anemia leve a moderada, el gato puede compensar bien el descenso del hematocrito por lo que se mostrará alerta y activo, pero se recomienda realizar una transfusión siempre que el hematocrito sea menor a 10-15%.
- El uso de corticoides está muy discutido porque puede empeorar el cuadro, siempre dependiendo del estado del paciente.

## Portadores crónicos
- Los gatos pueden permanecer infectados de forma crónica con micoplasmas por un periodo indeterminado de tiempo, que puede llegar a ser de por vida en algunos casos, y la reactivación puede ocurrir en cualquier momento ante una inmunosupresión, una neoplasia o infecciones víricas.
- Estos gatos portadores tienen hematocritos normales y los micoplasmas pueden no detectarse en frotis.
- No se sabe qué órgano actúa de secuestro de los micoplasma durante la infección crónica.

## Prevención
- Esterilización temprana de hembras y machos.
- Vacunación y desparasitación al día.
- Educar al propietario para que lleve a consulta al felino al menos 2 veces al año.
- Eliminar totalmente los ectoparásitos con mecanismos de prevención regulares.
- Realizar PCR a gatos donantes.

- Datos: Q115800108

1. ↑  Greene, Craig E. (2012). Infectious diseases of the dog and cat (4th ed edición). Elsevier/Saunders. ISBN 978-1-4160-6130-4. OCLC 731127493. Consultado el 12 de agosto de 2022.
2. ↑  Grindem, C. B.; Corbett, W. T.; Tomkins, M. T. (1 de enero de 1990). «Risk factors for Haemobartonella felis infection in cats». Journal of the American Veterinary Medical Association 196 (1): 96-99. ISSN 0003-1488. PMID 2295559. Consultado el 12 de agosto de 2022.
3. ↑  Molina¹, Víctor Manuel; Pacheco, César (2016-12). «Manejo terapéutico de lipidosis hepática felina por Mycoplasma haemofelis». CES Medicina Veterinaria y Zootecnia 11 (2): 103-114. ISSN 1900-9607. Consultado el 12 de agosto de 2022.
4. ↑  Chalker, Victoria J; Owen, Wanda M.A; Paterson, Caren J.I; Brownlie, Joe (2004-05). «Development of a polymerase chain reaction for the detection of Mycoplasma felis in domestic cats». Veterinary Microbiology (en inglés) 100 (1-2): 77-82. doi:10.1016/j.vetmic.2004.01.014. Consultado el 12 de agosto de 2022.
5. ↑  Tasker, S.; Binns, S. H.; Day, M. J.; Gruffydd-Jones, T. J.; Harbour, D. A.; Helps, C. R.; Jensen, W. A.; Olver, C. S. et al. (2003-02). «Use of a PCR assay to assess the prevalence and risk factors for Mycoplasma haemofelis and ‘Candidatus Mycoplasma haemominutum’ in cats in the United Kingdom». Veterinary Record (en inglés) 152 (7): 193-198. doi:10.1136/vr.152.7.193. Consultado el 12 de agosto de 2022.
6. ↑  Ravicini, Sara; López, Jorge Castro; Milán, Josep Pastor (2010). «Mycoplasmas felinos». Canis et felis (107): 48-58. ISSN 1133-2751. Consultado el 12 de agosto de 2022.